# Chakrasana
Chakrásana em dêvanágari चक्रासन IAST cakrāsana, ou  Urdhva Dhanurasana é uma posição do ioga. Classificado como uma retroflexão de pé ou sentado de acordo com o ponto de partida.
Chakra é roda, circulo em sânscrito.

## Execução
De pé, deixe os pés juntos, mãos também. Eleve os braços inspirando e ao soltar o ar incline o corpo para trás soltando a cabeça..
Deitado, coloque as mãos ao lado da cabeça. Traga os pés para bem próximos dos quadris e eleve o tronco sem impulso. Quanto mais estendidos os braços estiverem menos força você fará.

## Galeria de variações
- Ardha Chakrásana

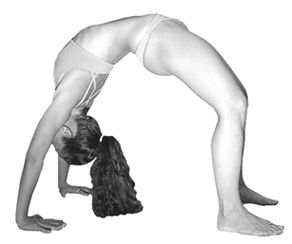
Rája Chakrásana ou Urdhwa Dhanurásana
- Supta Chakrásana - Movimento para baixo
- Mahá Chakrásana

## Outras retroflexões quando deitado
- Bhujángásana
- Makarásana
- Dôlásana
- Dhanurásana
- Shalabhásana